# تيري أديسون
تيري أديسون (بالإنجليزية: Terry Addison)‏ هو لاعب كرة مضرب أسترالي، ولد في 11 يناير 1946 في Wondai ‏ في أستراليا.

## وصلات خارجية
- تيري أديسون على موقع رابطة محترفي التنس (الإنجليزية)
- تيري أديسون على موقع الاتحاد الدولي لكرة المضرب (الإنجليزية)
- تيري أديسون على موقع أرشيف التنس.كوم (الإنجليزية)
- تيري أديسون على موقع خلاصة التنس.كوم (الإنجليزية)